# Bo54

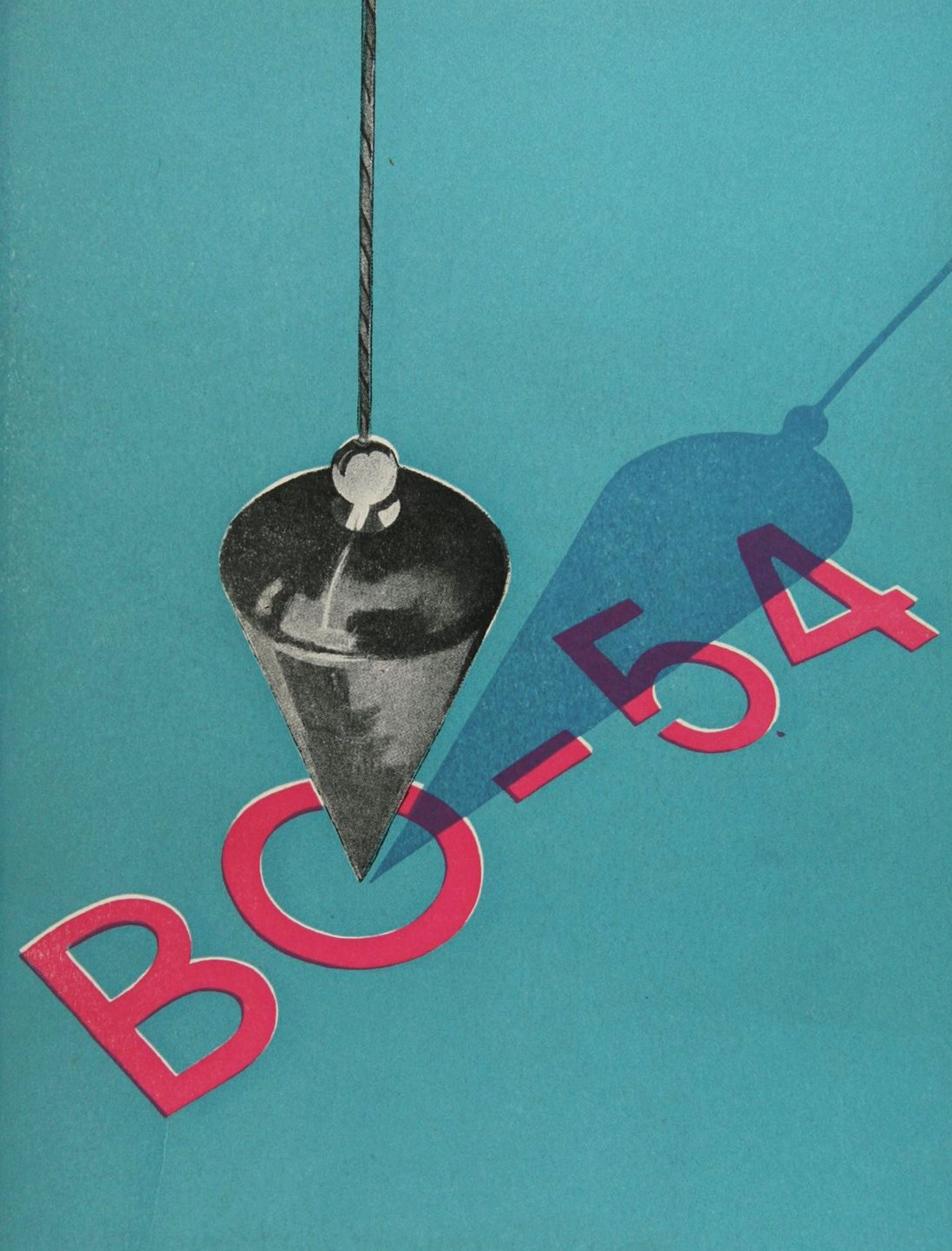
Katalogen BO-54.

Bo54 var en bostadsutställning som arrangerades i stadsdelen Rådmansvången i Lund mellan den 14 och 28 september 1954.

## Beskrivning
Initiativtagare till bomässan var byggmästaren Harry Karlsson. Bland huvudattraktionerna fanns de så kallade Sevaaghusen. Det var enkla billiga radhus i två våningar som byggdes av Karlsson i stor upplaga efter den norske byggmästaren Olav Selvaags patent. Husen var källarlösa, taken täcktes med korrugerad eternit och fasaderna var klädda med "Sidiplattor" (vita eternitplattor). Ritningarna till Sevaaghusen utfördes av arkitekterna Axel Grönwall och Ernst Hirsch. Jämfört med den norska förebilden hade standarden höjts. Inklusive tomt, uthus och trädgård och med statliga lån kostade de 33 500 kronor styck.
För Bo54 uppfördes även radhus efter byggnadsingenjören Nils Ernstssons ritningar. Konstnären Martin Emond fick inreda ett hem för "en ung konstnärsfamilj". Även konstnären Leo Reis, arkitekterna Klas Anshelm och Carl-Ossian Klingspor inredde varsin lägenhet. Dagen efter invigningen skrev tidningarna om "dessa förkättrade billiga bostäder som i den politiskt färgade debatten utdömts långt i förväg därför att standarden skulle vara för låg." Enligt samtida pressen var Bo54, som under två veckor besöktes av omkring 30 000 personer, en stor framgång.